# Carl Olof Berg
Carl Olof Berg, född 10 juli 1975 i Karlstad, är en svensk koreograf. Berg är verksam och boende i Stockholm och gift med skådespelaren, regissören och dramatikern Mattias Brunn.

## Konstnärligt arbete
Carl Olof Berg är utbildad koreograf på DOCH, Stockholm University of the Arts (master i koreografi 2013-2015) och Danshögskolan i Stockholm (koreografutbildningen 1995-1998) och har varit yrkesverksam inom scenkonstområdet sedan dess, med återkommande uppdrag på bland annat Riksteatern, Regionteater Väst och Dansens Hus. Han är numera aktuell som koreograf i ett flertal produktioner parallellt, både solo och i ensemble. 2018 nominerades Carl Olof Berg till Svenska Teaterkritikers Danspris för "Hemma hos dig med Carl Olof”. Samma år blev hans föreställning ”Rapport från ett omklädningsrum” utvald till Bibu 2018. 2019 vann hans koreografi ”Skirtpower” för Danskompaniet Spinn priset Årets Sinnesorgasm på Scenkonstgalan. Våren 2020 blev Hopp & hinder (Regionteater Väst), regi och koreografi av Carl Olof, utvald till Bibu.
Andra scener som visat Carl Olof Bergs verk om queer maskulinitet de senaste åren är Segal Theatre CUNY New York, Galleri Rockelmann & i Berlin och Centre Culturel Mocambicano Maputo, Moçambique.

## Koreografier i urval
- SPIT med matt lambert, Livrustkammaren/SITE/KKV, 2021
- Hela havet stormar, Dansinitiativet/Lule Stassteater, 2020
- 100 sätt att laga barn, Regionteater Väst, 2019
- Skirtpower, Danskompaniet Spinn, Folkteatern Göteborg, 2018
- Min trygga plats, Region Värmland, Scenkonst Sörmland, 2016
- The Manchild Research, Dansens Hus, 2015
- Hemma hos dig med Carl Olof (Andrology Showroom), Riksteatern / Konstnärshuset, 2015
- Drömsommarjobbet, Region Värmland, 2015
- Drömsommarjobbet, Region Värmland, 2014
- Hallå 42, Zebradans, 2013[3]
- Vi äger, Scenkonst Sörmland, 2012
- Dans med vuxna, RESiDANS, 2011
- Hittekvinnan och Kari, Dansens Hus, 2011
- Mitt pojkrum, Galleri Verkligheten, 2010
- I love Europe (för och med konstnären Mattias Olofsson), Musee Vergeur Reims, 2010
- Carl Olof Berg Stand Up!, c/o Moderna Dansteatern, 2009
- Inner Garden, Värmlands Museum, 2008
- De fyra elementen, Mellanakter Melodifestivalen, 2008
- GLDFNGR, Berns, 2007
- Moi & The Donna, Dansmuseet, 2006
- Revolver, Dansens Hus, 2005
- Love, love, love (Play med the Bolero), Dansens Hus, 2004
- Bländverk, Gungfly, 2002
- Container, Moderna Dansteatern, 2001
- AETT, Kilen Kulturhuset, 1998
- deuce, Danshögskolan, 1997
- Triandros, Danshögskolan, 1996

## Regiuppdrag
- Hela havet stormar, manus America Vera-Zavala), Dansinitiativet/Lule Stassteater, 2020
- Hopp och hinder, Regionteater Väst, 2018
- Rapport från ett omklädningsrum, Västmanlands teater, 2017
- Tre små grisar, Wermland opera, 2013
- Mästaren, manus Figge Norling), Playground/Lekplats Karlstad/Riksteatern 2011

## Koreografi för teater
- Kurage, Folkteatern Gävleborg/Teater Västernorrland/Riksteatern, 2020
- Mästaren och Margarita, regi Natalie Ringler, Folkteatern Gävleborg, 2019
- Rivers of Färila, regi Mattias Brunn, Folkteatern Gävleborg, 2018
- Dogville, regi Frida Röhl, Folkteatern Göteborg, 2018
- Främlingsleguanen, regi Natalie Ringler, Teater Brunnsgatan 4, 2017
- Tromsø revisited, regi Mattias Brunn, Hålogaland teater, 2014
- Barnen från Frostmofjället, regi Carolina Frände, Stadsteatern Skärholmen, 2013
- Snövit och sju miffon, regi Dan Kandell, Borås Stadsteater, 2013
- Läroplanen, regi Mattias Brunn, Stadsteatern Skärholmen, 2012
- Bilder av Pi, regi Mattias Brunn, Stadsteatern Skärholmen, 2011
- Smutsiga händer, regi Ragnar Lyth, Stockholms stadsteater, 2008
- Nya processen, regi Hugo Hansén, Stockholms stadsteater, 2007
- Trettondagsafton, regi Michael Cocke, Helsingborgs stadsteater, 2008
- En turk, en bög och en chilenare, regi Michael Cocke, Folkteatern Gävleborg, 2009
- Ronja Rövardotter, regi Stina Ancker, Stockholms stadsteater, 2004
- Mio, min Mio, regi Stina Ancker, Stockholms stadsteater, 2003
- Muntra fruarna i Windsor, regi Ronny Danielsson, Stockholms stadsteater, 2000

## Koreografi för opera
- Blåskäggs borg, regi Mathias Clason, Kungliga operan, 2013
- Trouble in Tahiti, regi Mathias Clason, Kungliga operan, 2013
- TangoLiv, regi Maria af Malmborg Linnman, Malmö Opera, 2010
- Enleveringen ur Seraljen, regi Stina Ancker, Göteborgsoperan, 2004
- Pinocchio, regi Eva Görndahl, Wermland opera, 2004
- Nabucco, regi Lone Koppel, Wermland opera, 2003
- Askungen, regi Stina Ancker, Wermland opera, 2002

## Koreografi för musikal
- Hedwig and the angry inch, regi Mattias Brunn, Hålogaland teater Tromsø, 2013
- Cabaret, regi Christian Tomner, Helsingborgs stadsteater, 2006

## Koreografi för film
- Ceremonin, regi Lina Mannheimer, 2015
- AnneLise Frankfurt, regi Martina Hoogland Ivanow, 2013

## Koreografi för tv
- Anthems Pride, EU-invigning Skansen/SVT, 2009
- Mellanakter Melodifestivalen 2008, 4 elements
- Mellanakt Melodifestivalen, delfinal Falun, 2001

## Koreografi för musikvideo
- Glömd, musik KOOP, regi Stina Nordenstam, 1997